# Arganza (Soria)
Arganza es una localidad de la provincia de Soria, partido judicial de El Burgo de Osma, comunidad autónoma de Castilla y León, España. Pueblo de la comarca de Pinares que pertenece al municipio de San Leonardo de Yagüe.
Desde el punto de vista jerárquico de la Iglesia católica forma parte de la diócesis de Osma-Soria la cual, a su vez, pertenece a la archidiócesis de Burgos.

## Historia
En el censo de 1879, ordenado por el conde de Floridablanca,  figuraba como lugar del concejo de San Leonardo  del partido de Tierra de Roa en la intendencia de Burgos, con jurisdicción de señorío y bajo la autoridad del alcalde pedáneo, nombrado por el duque de Veragua. Contaba entonces con 188 habitantes.
A la caída del Antiguo Régimen la localidad se constituye en municipio constitucional, para posteriormente integrarse en el conocido entonces como San Leonardo de Arganza, en la región de Castilla la Vieja, partido de El Burgo de Osma que en el censo de 1842 contaba con 150 hogares y 546 vecinos.

## Demografía
Arganza, a 1 de enero de 2010, estaba despoblado.

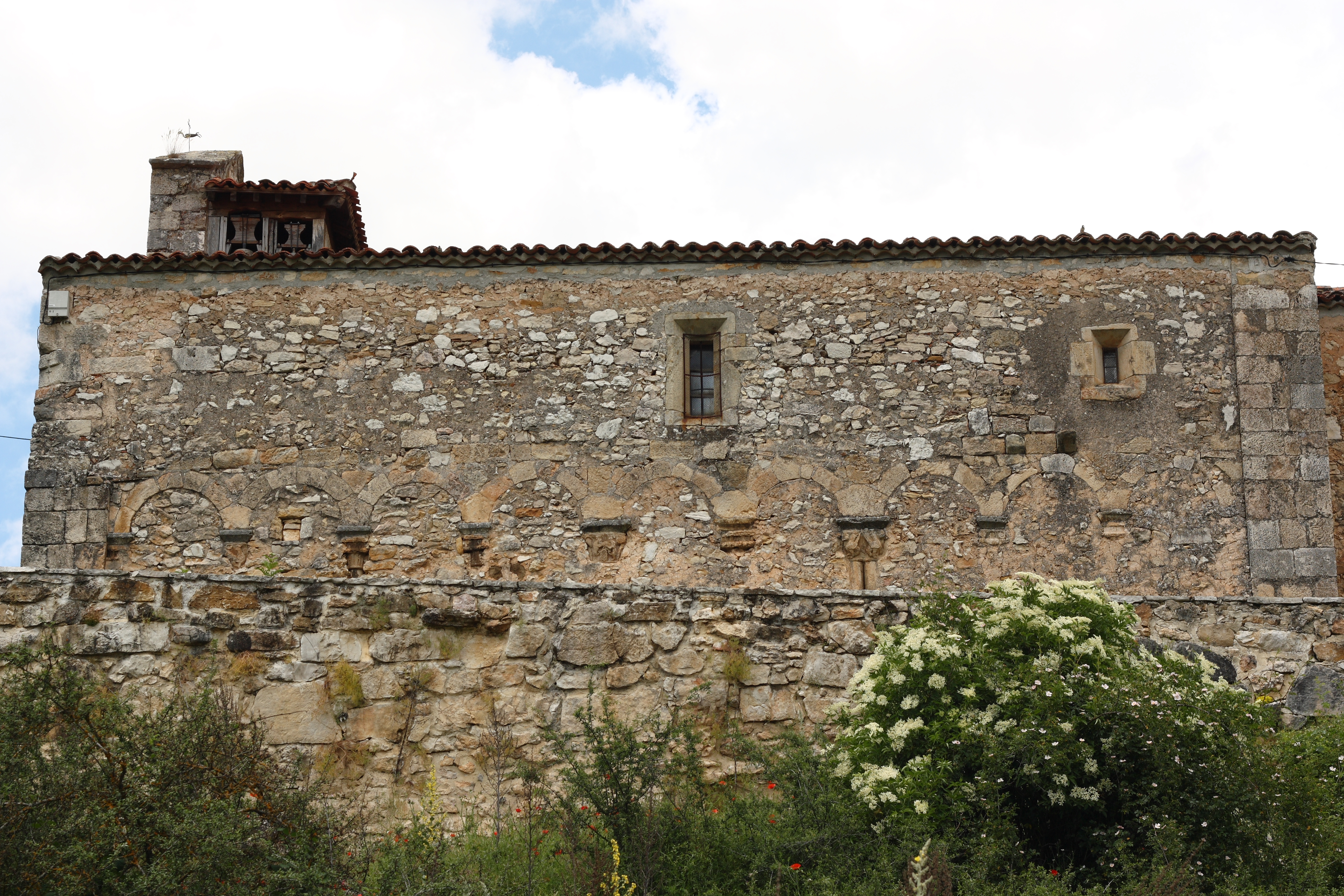
Iglesia de la Degollación de San Juan Bautista

| Gráfica de evolución demográfica de Arganza (Soria) entre 2000 y 2017                            |
|                                                                                                  |
| Población de derecho (2000-2017) según los censos de población del INE a 1 de enero de cada año. |

## Patrimonio
Iglesia parroquial católica de la Degollación de San Juan Bautista, la galería, tapiada, forma el muro sur de la iglesia y está compuesta por nueve arcadas soportadas por diez columnas dobles y alguna cuádruple rematadas por capiteles.